# Mastigodryas cliftoni
Mastigodryas cliftoni — вид змій родини полозових (Colubridae). Ендемік Мексики.

## Поширення і екологія
Mastigodryas cliftoni мешкають на тихоокеанських схилах Західної Сьєрра-Мадре, від південної Сонори до центрального Халіско. Вони живуть в сосново-дубових лісах, де зустрічаються як на землі, так і на гілках чагарників і дерев, а також у густих вологих листяних лісах, на висоті від 510 до 2000 м над рівнем моря. Живляться дрібними зміями, птахами і дрібними ссавцями.